# Stazione di Rimini Miramare
Stazione di Rimini Miramare vasútállomás Olaszországban, Rimini településen.

## Vasútvonalak
Az állomást az alábbi vasútvonalak érintik:
- Bologna–Ancona-vasútvonal

## Kapcsolódó állomások
A vasútállomáshoz az alábbi állomások vannak a legközelebb:
- Stazione di Rimini
- Stazione di Riccione